# Episodi di Benvenuto sulla Terra
La prima e unica stagione della serie televisiva Benvenuto sulla Terra è stata trasmessa in anteprima negli Stati Uniti d'America dalla CBS tra il 1º marzo 1989 e il 21 giugno 1989.
| nº | Titolo originale           | Titolo italiano | Prima TV USA   | Prima TV Italia |
| -- | -------------------------- | --------------- | -------------- | --------------- |
| 1  | Stranger in a Strange Land |                 | 1º marzo 1989  |                 |
| 2  | Something to Bank On       |                 | 8 marzo 1989   |                 |
| 3  | Losing Control             |                 | 15 marzo 1989  |                 |
| 4  | The Way Home               |                 | 22 marzo 1989  |                 |
| 5  | All That You Can Be        |                 | 29 marzo 1989  |                 |
| 6  | Battle of the Sexes        |                 | 5 aprile 1989  |                 |
| 7  | Death Do Us Part           |                 | 12 aprile 1989 |                 |
| 8  | The Hot Dog Man            |                 | 26 aprile 1989 |                 |
| 9  | Jesse's Fifteen Minutes    |                 | 3 maggio 1989  |                 |
| 10 | Rodeo Show                 |                 | 10 maggio 1989 |                 |
| 11 | Not in Our Stars           |                 | 31 maggio 1989 |                 |
| 12 | The All American           |                 | 14 giugno 1989 |                 |
| 13 | Wally's Gang               |                 | 21 giugno 1989 |                 |